# Jean-Jacques Annaud
Jean-Jacques Annaud (Draveil, 1943. október 1. –) ötszörös César-díjas francia filmrendező, forgatókönyvíró és producer.

## Életpályája
Jean-Jacques Anaud 1943. október 1-jén született Pierre Annaud és Madeleine Tripoz gyermekeként.
Főiskolai tanulmányait a Filmművészeti Főiskolán végezte Párizsban.
Karrierje kezdetén, az 1960-as évek végén, az 1970-es évek elején tévéreklámokat rendezett. 1976-os első filmjéhez, a Fekete-fehér színesbenhez saját élményeit használta fel, melyeket kameruni katonai szolgálata során szerzett. A film megkapta a legjobb külföldi filmnek járó Oscar-díjat, Elefántcsontpart nevezésében.
3. rendezése, A tűz háborúja két César-díjat nyert, a legjobb film és a legjobb rendező kategóriákban.
A Heinrich Harrer életén alapuló Hét év Tibetben című munkája miatt élete végéig szóló kitiltást kapott Kínából, akárcsak a film teljes stábja, köztük a főszereplők, Brad Pitt és David Thewlis.

## Filmjei

### Rendezőként
- Fekete-fehér színesben (1976) (forgatókönyvíró is)
- Csatár a pácban (1979)
- A tűz háborúja (1981)
- A rózsa neve (1986) (forgatókönyvíró is)
- A medve (1988)
- A szerető (1992) (forgatókönyvíró is)
- A bátorság szárnyai (1995) (forgatókönyvíró és producer is)
- Hét év Tibetben (1997) (producer is)
- Ellenség a kapuknál (2001) (forgatókönyvíró és producer is)
- Két testvér (2004) (forgatókönyvíró és producer is)
- Sa majesté Minor (2007) (forgatókönyvíró és producer is)
- Fekete arany (Black Gold) (2011) (forgatókönyvíró is)

### Forgatókönyvíróként
- Félénk vagyok, de hódítani akarok (1978)
- Running free (1999) (producer is)

## Díjai
- César-díj

1981. legjobb rendező (A tűz háborúja)
1981. legjobb film (A tűz háborúja)
1985. legjobb reklámfilm (Les Vautours)
1987. legjobb külföldi film (A rózsa neve)
1989. legjobb rendező (A medve)
- David di Donatello-díj

1987. René Clair Award (A rózsa neve)
- Giffoni Film Festival

1990. François Truffaut Award
- Guild of German Art House Cinemas

1998. legjobb külföldi film (Hét év Tibetben)
1990. legjobb külföldi film (A medve)
- Heartland Film Festival

2004. Heartland Award of Excellence (Két testvér)
- National Academy of Cinema, France

1988. az akadémia díja (A medve)